# Örkelljunga
Örkelljunga  (dansk:Ørkellyng) er et byområde i det nordlige Skåne og hovedby i Örkelljunga kommun, Skåne län, Sverige. Byen har cirka 4.500 indbyggere.
Örkelljunga ligger i Nørre Asbo Herred. I den danske tid fandt slaget ved Ørkellyng sted den 27. august 1510. Ved Fanteholle (Fantehåla), en dalsænkning på grænsen mellem Ørkellyng og Rye sogne, blev den svenske hærfører og tidligere rigsråd Åke Hansson Tott, der havde hærget Østdanmark siden 1506, besejret.
Lensmanden Tyge Krabbe på Helsingborg havde hørt et planlagt svensk angreb på Helsingborg, og kom Åke Hanssons hærenhed på 700 mand i forkøbet. Flere svenske ledere blev dræbt, deriblandt Åke Hansson. Hans lig blev ført til Helsingborg, hvor Krabbes hustru, Anne Rosenkrantz, hædrede den faldne fjende med en fornem begravelse.
En mindesten blev i 1923 placeret ved slagmarken med en tekst fra Tyge Krabbes hånd:
”1510 Tisdag efter Bartolomej da stod det Slag ved Fanteholle mellem mig og Her Aage Hanssen
og jeg fik Død paa hannem.”